# Himenogastràcies
Les himenogastràcies (Hymenogastraceae) són una família de fongs basidiomicots de l'ordre Agaricales. El gènere Psilocybe actualment inclou només les espècies al·lucinògenes i en canvi les no al·lucinògenes es troben principalment dins el gènere Deconica classificats dins la família Strophariaceae.

## Taxonomia
La família de les himenogastràcies inclou més de 1.500 espècies repartides en 12 gèneres:
- Anamika K.A. Thomas, Peintner, M.M. Moser & Manim. (3 espècies)
- Chromocyphella De Toni & Levi (= Phaeosolenia Speg.) (ca 10 espècies)
- Flammula (Fr.) P. Kumm. (ca 15 espècies)
- Galerina Earle (ca 300 espècies)
- Gymnopilus P. Karst. (= Pyrrhoglossum Singer) (ca 210 espècies)
- Hebeloma (Fr.) P. Kumm. (ca 350 espècies)
- Hymenogaster Vittad. (ca 75 espècies)
- Naucoria (Fr.) P. Kumm. (ca 180 espècies)
- Phaeocollybia R. Heim (ca 90 espècies)
- Psathyloma Soop, J.A. Cooper & Dima (3 espècies)
- Psilocybe (Fr.) P. Kumm. (ca 300 espècies)
- Synnematomyces Kobayasi (1 espècies)